# Мільйон дрібниць
«Мільйон дрібниць» (англ. A Million Little Things) — американський сімейний драматичний телесеріал, створений Діджеєм Нешем для ABC. Продюсований ABC Signature і Kapital Entertainment, у серпні 2017 року на телеканалі ABC телесеріал отримав пілотне замовлення; Мільйон дрібниць було замовлено перший сезон у травні 2018 року, а прем'єра відбулася 26 вересня 2018 року.
5 лютого 2019 року, під час престуру TCA, «Мільйон дрібниць» було продовжено на другий сезон. 8 серпня 2019 року було оголошено, що ABC замовила повний сезон для другого сезону. 21 травня 2020 року ABC продовжила серіал на третій сезон прем'єра якого відбулась 19 листопада 2020 року. На панельній панелі PaleyFest у Нью-Йорку Неш оголосив, що пандемія COVID-19 і рух Black Lives Matter стануть частиною сюжетних ліній третього сезону. 14 травня 2021 року ABC продовжила серіал на четвертий сезон, який складатиметься з 20 епізодів прем'єра якого відбулась 22 вересня 2021 року. 13 травня 2022 року ABC продовжила серіал на п'ятий сезон прем'єра п'ятого сезону відбулась 8 лютого 2023 року. 7 листопада 2022 року телеканал ABC оголосив, що п'ятий сезон буде останнім.

## Сюжет
У Бостоні згуртоване коло друзів шоковано після того, як член групи несподівано покінчив життя самогубством. Друзі розуміють, що їм потрібно нарешті почати жити життям, оскільки вони справляються зі своєю втратою. Назва є відсиланням до приказки «Дружба — це не велика річ — це мільйон дрібниць» (англ. Friendship isn't a big thing – it's a million little things).

## Актори та персонажі

### Основний склад
- Девід Ґвінтолі — Едді Севілл, музикант, учитель музики, батько Тео і Чарлі
- Романі Малко — Роум Говард, режисер-початківець
- Еллісон Міллер — Меггі Блум, психотерапевт, дівчина Гарі
- Крістіна Мозес — Регіна Говард, шеф-кухар ресторану
- Крістіна Очоа — Ешлі Моралес (1 сезон), помічниця Джона
- Грейс Пак — Кетрін Кім, юристка, мати Тео
- Джеймс Родей Родрігес — Гарі Мендес, друг Едді, Джона та Роума, хлопець Меггі, справжнє ім'я — Хав'єр Мендес молодший
- Стефані Шостак — Делайла (Даліла) Діксон (1—4 сезони, 5 сезон — періодично), вдова Джона, мати Софі, Денні та Чарлі
- Трістан Бьон — Тео Севілл, син Едді та Кетрін, старший зведений брат Чарлі
- Ліззі Грін — Софі Діксон, дочка Джона та Делайли, старша сестра Денні, зведена сестра Чарлі
- Ченс Герстфілд — Денні Діксон (1 сезон — періодично, 2—5 сезони — основний склад), син Джона та Делайли, молодший брат Софі, старший зведенний брат Чарлі
- Флоріана Ліма — Дарсі Купер (2 і 4 сезони — періодично, 3 сезон — основний склад), ветеранка Афганістану, мати-одиначка, нова дівчина Гарі

## Список сезонів
| Сезон | Епізоди | Епізоди | Оригінальний показ | Оригінальний показ |
| Сезон | Епізоди | Епізоди | Перший показ       | Останній показ     |
| ----- | ------- | ------- | ------------------ | ------------------ |
| 1     | 17      | 17      | 26 вересня 2018    | 28 лютого 2019     |
| 2     | 19      | 19      | 26 вересня 2019    | 26 березня 2020    |
| 3     | 18      | 18      | 19 листопада 2020  | 9 червня 2021      |
| 4     | 20      | 20      | 22 вересня 2021    | 18 травня 2022     |
| 5     | 13      | 13      | 8 лютого 2023      | 3 травня 2023      |

## Виробництво

### Розробка
Це оптимістичний погляд на те, як втрата друга є поштовхом для інших сімох нарешті почати жити, пообіцяти йому та собі нарешті бути чесними щодо того, що відбувається насправді,… Я знаю по-своєму життя, смерть мого друга є постійним нагадуванням тримати речі в перспективі.

— Творець DJ Nash, про основні теми серіалу.
18 серпня 2017 року ABC запустила серіал під назвою «Мільйон дрібниць» із пілотним епізодом, написаним Ді Джей Нешем, який виступатиме виконавчим продюсером разом з Аароном Капланом і Даною Гонор. Серіал був описаний як «відповідаючи тоні The Big Chill», а назва походить від популярного прислів'я: «Дружба — це не велика річ — це мільйон дрібниць». Неш придумав серіал після пілотної однокамерної комедії «Втрата». Він сказав, що «іноді в комедіях доводиться просити вибачення за додавання драми, тому я був так схвильований, побачивши пристрасть ABC до драми, у якій є комедія». ABC офіційно замовив пілотний запуск серіалу в січні 2018 року, а 9 травня 2018 року серіал було офіційно замовлено. Виробництвом серіалу займаються ABC Studios і Kapital Entertainment. У жовтні 2018 року шоу було вибрано для повного сезону з 17 епізодів.

### Кастинг
6 лютого 2018 року Девід Ґвінтолі був обраний на роль Едді. Через тиждень Романі Малко було обрано на роль Роми. До кінця місяця Крістіна Очоа приєдналася до акторського складу в ролі Ешлі разом з Енн Сон у ролі Кетрін, Крістіною Мозес у ролі Регіни Говард і Джеймсом Родеєм у ролі Гарі. На початку березня 2018 року Стефані Шостак була обрана на роль Даліли, а Ліззі Грін — на роль Софі Діксон. Того місяця також стало відомо, що Рон Лівінгстон приєднався до серіалу в невизначеній ролі, яка була виявлена разом із замовленням серіалу в травні, як персонаж Джона. 27 червня 2018 року Грейс Парк була обрана на роль Кетрін, замінивши Енн Сон, яка була в оригінальному пілотному фільмі.

### Зйомки
Виробництво пілотної серії проходило з 12 по 29 березня 2018 року у Ванкувері, Британська Колумбія. Основні зйомки першого сезону розпочалися 24 липня 2018 року та завершилися 4 лютого 2019 року. Зйомки другого сезону почалися 19 червня 2019 року та завершилися 19 лютого 2020 року. Зйомки третього сезону розпочалися 27 серпня 2020 року та завершилися 12 травня 2021 року. Виробництво четвертого сезону розпочалося 27 липня 2021 року та завершилося 13 квітня 2022 року. Зйомки п'ятого сезону сезон розпочався 7 вересня 2022 року та завершився 3 березня 2023 року.

### Музика
Саундтрек до першого сезону було випущено в цифровому вигляді 1 березня 2019 року Hollywood Records.